# كريس فينتر
كريس فينتر هو منافس ألعاب قوى كندي، ولد في 22 يوليو 1986 في شمال فانكوفر ‏ في كندا.

## وصلات خارجية
- كريس فينتر على موقع الاتحاد الدولي لألعاب القوى (الإنجليزية)
- كريس فينتر على موقع الدوري الماسي (الإنجليزية)
- كريس فينتر على موقع اللجنة الأولمبية الدولية (الإنجليزية)
- كريس فينتر على موقع أوليمبيديا (الإنجليزية)
- كريس فينتر على موقع اللجنة الأولمبية الكندية (الإنجليزية)
- كريس فينتر على موقع اتحاد ألعاب الكومنولث (مؤرشف) (الإنجليزية)